# Машантакет
Машантакет (англ. Mashantucket Pequot Reservation) — индейская резервация пекотов, расположенная в юго-восточной части штата Коннектикут, США. Одна из двух резерваций племени пекотов, вторая — Покатак.

## История
Пекоты и их соседи почти не контактировали с европейцами до 1600 года. По мере увеличения численности белого населения жители английских колоний старались захватить новые земли, что привело к началу Пекотской войны. Война окончилась победой английских поселенцев, около 700 пекотов было убито или взято в плен.
Во второй половине XVII века пекоты разделились на две группы: восточную (покатаки) и западную (машантакеты). Западная группа переселилась в созданную для неё индейскую резервацию в 1667 году. Большая часть земель резервации позднее была сдана в аренду белым колонистам и постепенно перешла под их полный контроль.
В 1983 году племя машантакет-пекоты было признано на федеральном уровне, а после открытия казино в 1992 году оно стало самой богатой группой коренных американцев в Соединённых Штатах. Индейская резервация Машантакет является одной из двух в Коннектикуте, которую признаёт Бюро по делам индейцев, другая — Мохеган.

## География
Резервация находится в центральной части округа Нью-Лондон. Общая площадь Машантакет, включая трастовые земли (1,16 км²), составляет 6,615 км². Административным центром резервации является статистически обособленная местность Машантакет.

## Демография
По данным федеральной переписи населения 2010 года, в резервации проживало 299 человек. Согласно федеральной переписи населения 2020 года в резервации проживало 457 человека, насчитывалось 28 домашних хозяйств и 142 жилых дома. Средний возраст, проживающих в Машантакете, составлял 34,5 лет. Средний доход на одно домашнее хозяйство в индейской резервации составлял 103 750 долларов США, что почти на 40 % выше, чем средний доход в США. Ни один человек в Машантакете не находился за чертой бедности.
Расовый состав распределился следующим образом: белые — 40 чел., афроамериканцы — 24 чел., коренные американцы (индейцы США) — 302 чел., азиаты — 3 чел., океанийцы — 0 чел., представители других рас — 2 чел., представители двух или более рас — 86 человек; испаноязычные или латиноамериканцы любой расы составили 29 человек. Плотность населения составляла 69,1 чел./км².